# 리노 마르케시
리노 마르케시(이탈리아어: Rino Marchesi ˈriːno marˈkeːzi, -eːsi[*]; 1937년 6월 11일, 롬바르디아 주 산 줄리아노 밀라네세 ~)는 이탈리아 산 줄리아노 밀라네세 출신의 전직 축구 미드필더이자 감독이다.

## 클럽 경력
1955년에 판풀라에서 1년 활약하며 신고식을 치른 그는 현역 시절에 5개의 이탈리아 구단에서 보냈는데, 주로 아탈란타, 피오렌티나, 그리고 라치오에 몸담으며 몇 차례 우승을 거두었다. 그는 1973년에 프라토에서 2년 활약하고 은퇴했다.

## 국가대표팀 경력
피오렌티나 시절, 마르케시는 이탈리아 국가대표팀 경기에 2번 출전했는데, 첫 경기는 1961년 6월 15일에 열린 아르헨티나와의 경기로, 결과는 4-1 완승이었다.

## 감독 경력
은퇴 후, 마르케시는 감독으로 전향하여 여러 이탈리아 구단을 전전했는데, 만토바와 테르나나와 같은 구단을 거쳐 아벨리노에서 1978-79 시즌에 세리에 A 승격을 이룩했다. 그는 이후 나폴리(1980–82, 1983–85), 인테르나치오날레(1982–83), 코모(1985–86, 1988–89), 유벤투스(1986–88), 그리고 우디네세(1989–91)에서 활약했다. 그는 감독으로서 나폴리 사령탑 시절에 디에고 마라도나를 지도했고, 유벤투스 감독 재임 시절에 미셸 플라티니를 지도해, 당대 2명의 정상급 공격형 미드필더를 지지했다. 그러나, 그는 유벤투스에 취임할 당시 전임 감독이 백흑 군단의 중흥기를 이끈 조반니 트라파토니였었는데, 마르케시는 트라파토니의 후임으로서 2년 동안 유벤투스 감독을 맡아 성공기를 재현하지 못했다.
2022년, 그가 가장 마지막으로 맡은 구단은 레체였는데, 소속 구단은 1994년에 세리에 A에서 강등되었다.

## 수상

### 선수
아탈란타
- 세리에 B: 1958–59

피오렌티나
- 유러피언 컵위너스컵: 1960–61
- 코파 이탈리아: 1960–61, 1965–66
- 코파 델레 알피: 1960–61
- 미트로파컵: 1966

라치오
- 세리에 B: 1968–69
- 코파 델레 알피: 1971